# Gianantonio Capizucchi
Pour les articles homonymes, voir Capizucchi.
Gianantonio Capizucchi (né à Rome, capitale de l'Italie, alors dans les États pontificaux, le 24 octobre 1515, et mort à Rome, le 28 janvier 1569) est un cardinal italien du XVIe siècle. D'autres cardinaux de la famille sont Gianroberto Capizucchi (1088), Roberto Capizucchi (1097), Pietro Capizucchi (1122), Gian Roberto Capizucchi (1126) et Raimondo Capizucchi, O.P. (1681).

## Biographie
Capizucchi est clerc romain, chanoine de la basilique Saint-Pierre, référendaire au tribunal suprême de la Signature apostolique et auditeur au palais apostolique.
Capizucchi est créé cardinal par le pape Paul IV lors du consistoire du 20 décembre 1555. Le cardinal Capizucchi est nommé évêque de Lodi en 1557. 
Capizucchi est camerlingue du Sacré Collège en 1567-1568 et nommé préfet du tribunal suprême de la Signature apostolique en 1568. Capizucchi est aussi légat apostolique à Gualdo. 
Il participe au conclave de 1559, lors duquel Pie IV est élu et au conclave de 1565-1566 avec l'élection de Pie V.